# W・H・スミス
W・H・スミス（英: W H Smith plc、ダブリュー・エイチ・スミス）は、イングランド、ウィルトシャー州スウィンドンに本社を置くイギリスの小売業者である。口語ではスミシズ (Smith’s) で知られる。
同社は商店街、鉄道駅、空港、病院、高速道路のガソリンスタンドで書籍、文房具、雑誌、新聞、娯楽品を販売するチェーンストアで知られている。W・H・スミス社はロンドン証券取引所に上場しており、FTSE250種総合株価指数の組入銘柄である。世界初のチェーンストアであり、ISBN書籍分類システムを創り出す役割を果たした創造的な企業である。

## 歴史

### 設立
1792年にヘンリー・ウォルトン・スミス (Henry Walton Smith) と妻のアンナ (Anna) はロンドンで新しい行商事業としてW・H・スミス商会を設立した。2人の死後、商会（1812年時点で1,280ポンドの価値）は息子のウィリアム・ヘンリー・スミスが引き継ぎ、1846年に同名の息子ウィリアム・ヘンリーを共同事業者として W・H・スミス・アンド・サン (W H Smith & Son) に改組した。 商会は鉄道ブームに乗じて、1848年のユーストン駅を皮切りに鉄道駅にニューススタンド (newsstand) を設置していき、鉄道を利用することで新聞の主要な全国的配送会社になった。息子ウィリアム・ヘンリーは、事業の成功を足場にして政治の世界に足を踏み入れ1868年に下院議員となり、保守党政権で何度か大臣を務めた。
息子ウィリアム・ヘンリーの死後、未亡人エミリー・ダンヴァースは自身の権利として子爵家を創立し、ハンブルデン女子爵 (Viscountess Hambleden) となった。この夫妻の息子は父親からは事業を、母親からは子爵の位階を継承した。第2代ハンブルデン子爵が1928年に死去すると事業はリミテッド・カンパニー (limited company) に再構築され、彼の息子の第3代ハンブルデン子爵は全ての普通株式の所有者となった。1948年に第3代子爵が死去した時の相続税が厳しいものだったので会社を公開会社にせざるを得ず、株式をW・H・スミス社の従業員と市場に売却した。第3代子爵の弟は1972年まで会長の座にあったがスミス家の影響力は薄れ、1996年にスミス家最後の経営幹部が引退した。

### ISBN書籍分類の発明
1966年にW・H・スミス社はスタンダード・ブック・ナンバリング (Standard Book Numbering) 又はSBNと呼ばれる個々の書籍を識別するための9桁の番号を考案させた。これは1970年に国際標準のISO 2108として採用され、1974年にISBN規格になるまで使用された。

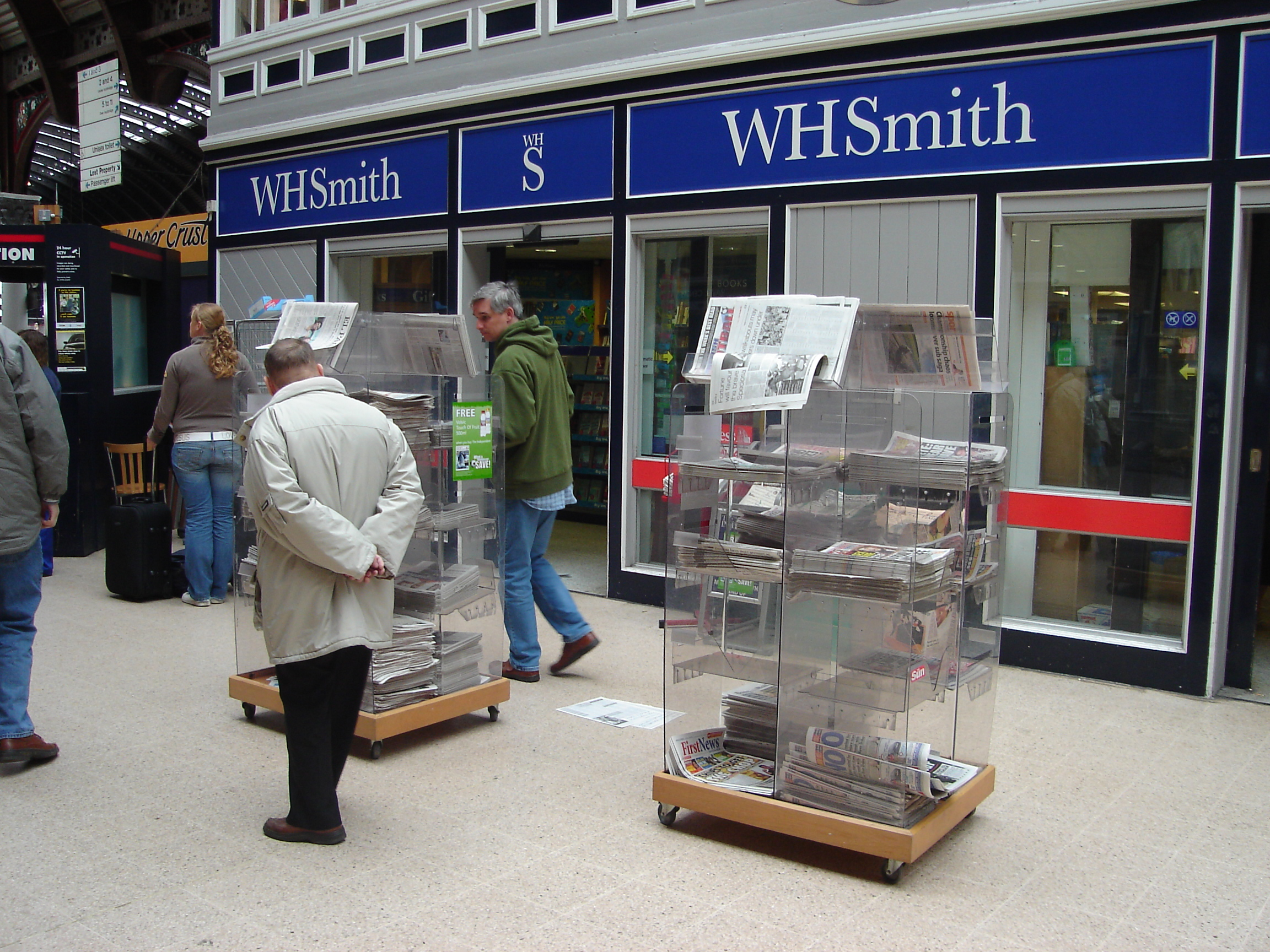
ヨーク駅（York railway station）にある小さなW・H・スミス店舗の入り口

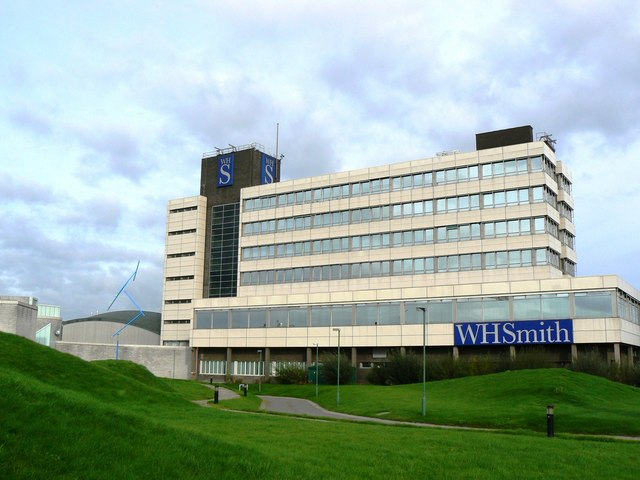
スウィンドンのW・H・スミス本社ビル

### 1970年代の成長
1970年代からW・H・スミス社は小売業の違う分野にも進出し、1973年から1991年までW・H・スミス・トラベルが営業し、1979年に買収によりDIY チェーンストアの Do It All を展開し始めこれは1990年にブーツ社 (Boots) との共同事業になり、1996年に売却された。1982年に元W・H・スミス社の幹部であったティム・ウォーターストーン (Tim Waterstone) が設立した高級書店チェーンストアのウォーターストーンズ社 (Waterstone's) を1989年に買収し1998年に売却した。

### 音楽小売業への進出
1986年にW・H・スミス社は音楽チェーンストアのアワ・プライス (Our Price) の株式75%を購入した。1990年代にはヴァージン・グループの小さな店舗（非ヴァージン・メガストアーズ店）を含むその他の音楽小売業者も買収してヴァージン・アワ・プライスとした。ヴァージン・アワ・プライスの株式75%は1998年7月にヴァージン・リテール・グループ社 (Virgin Retail Group Ltd) に1億4,500万ポンドで売却された。
1998年2月にアドヴェント・インターナショナル社 (Advent International) とEMIがウォーターストーンズ社を3億ポンドで買収し、HMVメディアと呼ばれるジョイントベンチャーに改編された。HMVメディアは5億ポンドの費用で271店舗のHMVミュージックストア（当時W・H・スミス社の所有）とディロンズ・ブックチェーン (Dillons: 1995年にHMVにより買収）の運営も行った。

### ジョン・ミンジスの買収
1998年3月にW・H・スミス社は長年小さな駅の構内店での主要な競合店であったジョン・ミンジス社 (John Menzies) の路面小売店舗を6,800万ポンドで買収した。この買収はW・H・スミス社の小売業がスコットランドへ進出する道を拓いた。買収される前はミンジス社のスコットランドの大型店舗（どこの商店街にもあるW・H・スミス社の店舗と取り扱い商品が非常に似通っていた）が市場を支配し、W・H・スミス社の存在感は希薄であった。

## テレビ
1982年にW・H・スミス社はITVのヨークシャー・テレビジョン (Yorkshire Television) の株主構成と所有者が変わった後で相応量の株式を購入した。
W・H・スミス社はWHSTV部門を通して最も早い時期にケーブルテレビ・チャンネルのライフスタイル (Lifestyle) とスクリーンスポーツ (Screensport) を設立した。これらはスカイ・テレビ (Sky Television) の発足に先立ちほとんど全ての英国とアイルランドのケーブルテレビで提供されていた。1991年に双方のチャンネル共にスカイ社が利用している衛星放送のアストラ1A (Astra 1A) に移り、後にケーブルテレビの過当競争の中で悪い状況に陥った。スクリーンスポーツはTF1グループ (TF1 Group) の1部となったときにユーロスポーツと統合され再出発し、ライフスタイルは打ち切りとなった。

## 小売部門と新聞配送部門の分離
数年の間W・H・スミス社の小売部門は、書籍や音楽の専門チェーン店と大型スーパーマーケットに挟まれて困難な競争を強いられた。このことは財政状況の悪化と2004年の（失敗に終わったが）パーミラグループ (Permira) による買収攻勢という事態を招いた。 この状況に対しW・H・スミス社は海外の支店と中核事業の再編に集中するために出版事業のホダー・ヘッドライン（Hodder Headline）を処分するという処置を施した。

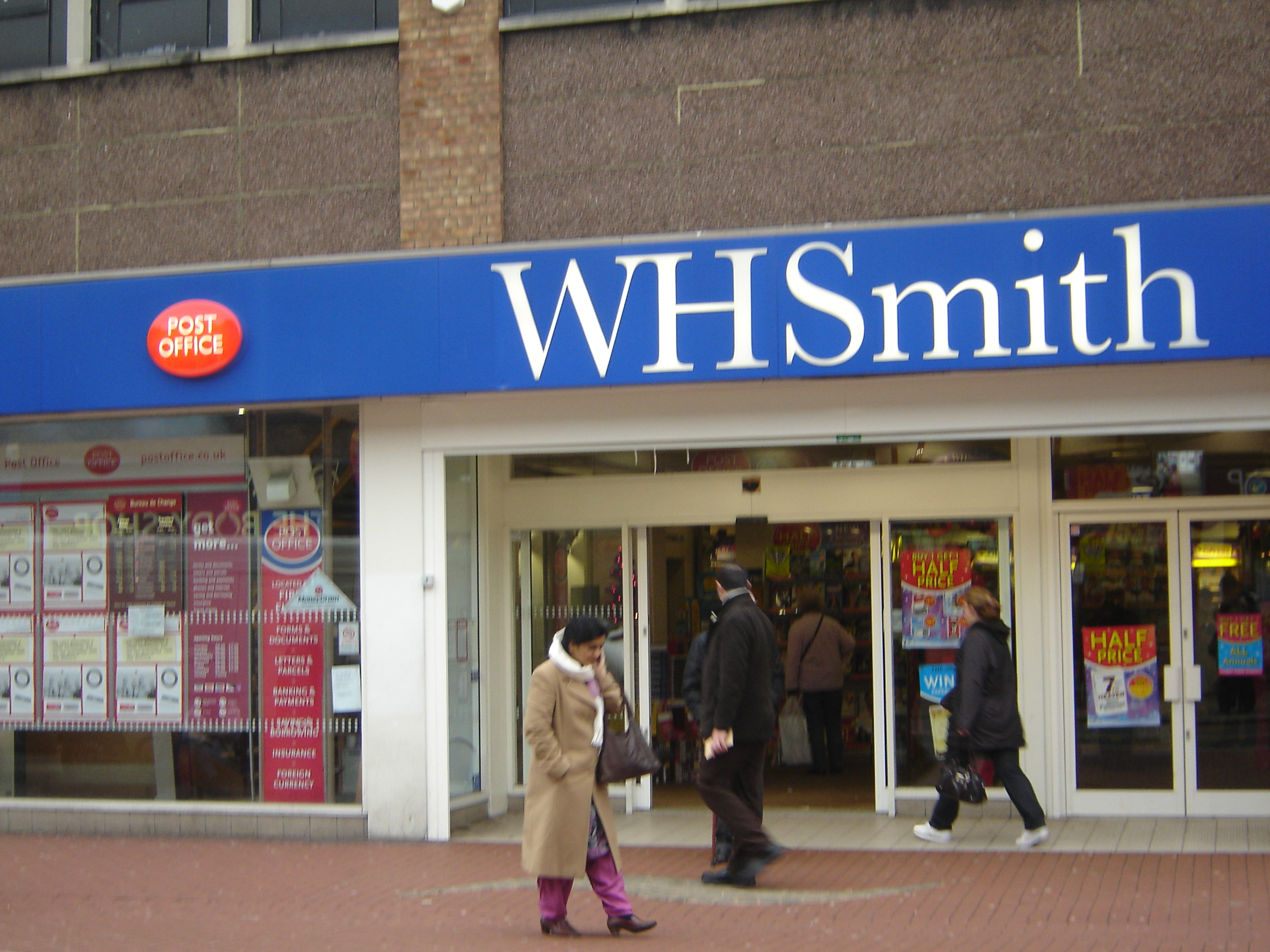
英国郵便社の郵便局の役割もしているハウンスロー にあるW・H・スミスの店舗

2006年にW・H・スミス社は事業の2本の大黒柱である小売部門と新聞配送部門をW・H・スミス社（W H Smith plc、小売）とスミシズ・ニューズ社 (Smiths News plc)、新聞及び雑誌配送）に分離することに決め、分離は2006年8月30日に実施された。
2007年4月18日に英国郵便社 (Post Office Ltd.) は全国70の郵便局を2008年秋までにW・H・スミスの店舗内に移すと発表した。英国郵便社は郵便局のサービスは全て引き続きW・H・スミスの店舗で受けられると言っている。
2008年3月19日にW・H・スミス社はヨークシャーを拠点とする新聞販売チェーンのユナイテッド・ニューズ (United News) の買収を発表した。

## 事業展開

### 英国
北アイルランドではW・H・スミスはベルファスト・シティセンターに1軒のみがあるだけで、これはアイルランド島で唯一のこの種の店舗であることを意味している。W・H・スミス社はこの地域に更に2軒、ジョージ・ベスト・ベルファスト・シティ空港とベルファスト国際空港に出店しようとしている。W・H・スミス社はクレア県のシャノン空港にも2店の開店を準備している。

### 海外
W・H・スミス社は英国以外でも事業を展開していた。カナダでは1950年から始まり1989年にカナダ国内の新しいオーナー達に売却しスミスブックス (SmithBooks) と改称するまで続いた。スミスブックスは後にコールズ (Coles) と合併してチャプターズ (Chapters) となった。コールズとスミスブックスの店舗名称は残り、新たなビッグボックス店として開店する地域もある。スミスブックス店は徐々に看板を下ろしコールズ店へと転換された。2008年の時点でごく僅かな地域でスミスブックスの名称が残っている。（これら3つの看板の店舗は現在インディゴ・ブックス・アンド・ミュージック (Indigo Books and Music) が運営している）

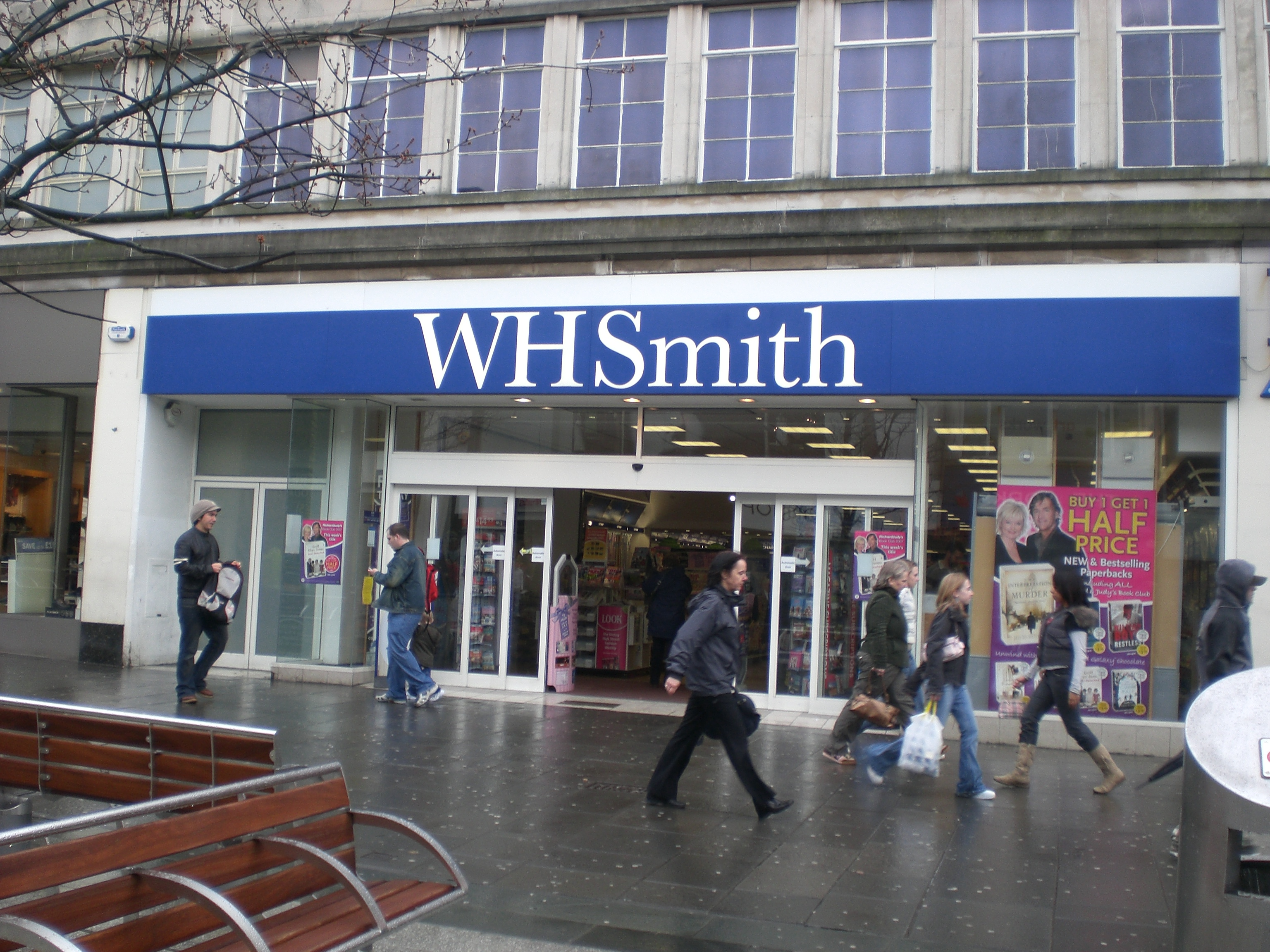
サウザンプトンにあるこの店舗は典型的な商店街にあるW・H・スミス店舗の外観をしている

W・H・スミス社は1985年から2003年まで米国内でも（主に空港内で）店舗を運営していた。2001年にはオーストラリアとニュージーランドの子会社を買収したが、最終的には後の2004年に香港国際空港とシンガポールの子会社と共に処分した。フランスのパリでは1店舗だけを運営している。2008年11月にW・H・スミス社はSSPと共同でコペンハーゲン国際空港で5店舗を開店した。

## 協賛する賞
W・H・スミス社は、1959年以来続くW・H・スミス文学賞 (WH Smith Literary Award) のスポンサーである。この賞は1959年以来続くもので、世界中の性別に関係なく全ての世代の著者によるあらゆるジャンルの作品を対象とした最も幅広い文学賞の1つである。W・H・スミス社は英国書籍賞 (British Book Awards) の1つであるW・H・スミス児童文学賞 (W H Smith Children's Book of the Year prize) のスポンサーでもある。近年では「皆が選ぶ本の賞 (People's Choice Book Awards)」も実施していたがグループの縮小により廃止された。W・H・スミス・イラスト賞が1987年から1994年まで授与されていた。